# سفارة فرنسا في النمسا
سفارة فرنسا في النمسا هي أرفع تمثيل دبلوماسي لدولة فرنسا لدى النمسا. تقع السفارة في فيينا وهي تهدف لتعزيز المصالح الفرنسية في النمسا.

## وصلات خارجية
- الموقع الرسمي
- قائمة سفارات فرنسا
- قائمة السفارات في النمسا